# Mad Season
I Mad Season sono stati un supergruppo "grunge" formatosi nel 1994, composto da membri appartenenti ad altre band di Seattle. Above è l'unico album pubblicato dal gruppo.

## Storia del gruppo

### Inizio:"The Gacy Bunch"(1994)
Durante la produzione di Vitalogy nel 1994, il chitarrista dei Pearl Jam, Mike McCready è entrato in riabilitazione per disintossicarsi da alcool e droga presso la Hazelden Clinic in Minnesota, dove ha incontrato il bassista John Baker Saunders.
Nello stesso anno, quando i due tornarono a Seattle, formarono una band collaterale con Barrett Martin, il batterista degli Screaming Trees, componendo la musica per due brani che sarebbero poi diventati "Wake Up" e "River of Deceit". McCready si è rivolto all'amico Layne Staley, il vocalist degli Alice in Chains, per completare la line-up. Mike sperava che inserito in un contesto circondato da musicisti sobri avrebbe spinto Staley a disintossicarsi dall'eroina. La band ha iniziato ad esibirsi al Crocodile Cafe di Seattle come: "The Gacy Bunch" riscuotendo grande successo.

### Cambio di nome e pubblicazione diAbove(1995)
Avendo guadagnato grande popolarità nel circuito underground, la band registrò un album e cambiò il suo nome in "Mad Season" in riferimento al termine inglese riguardante il periodo dell'anno in cui i funghi allucinogeni sono in piena fioritura e che McCready era solito definire "la stagione del consumo di alcool e droghe".
Above è stato registrato ai Bad Animals (lo studio di registrazione di Ann e Nancy Wilson delle Heart), coprodotto dalla band e dall'ingegnere del suono Brett Eliason. Durante le registrazione contribuì nella stesura dei testi e cantando alcune canzoni anche Mark Lanegan, il frontman degli Screaming Trees. Mike McCready ha dichiarato: "Abbiamo registrato tutta la musica dei Mad Season in circa sette giorni, Layne in pochi giorni ha registrato le sue tracce vocali, è stato tutto molto intenso visto che abbiamo provato solo due volte e fatto quattro concerti."
L'album è stato pubblicato il 14 marzo 1995 pubblicato dalla Columbia Records. Above è stato accolto con entusiasmo dalla critica e dal pubblico. I testi di Staley trattavano dei suoi problemi personali, con Martin che diceva, "Layne Staley si sentiva come se fosse in missione spirituale attraverso la sua musica." Durante il processo di scrittura lirica, Staley stava leggendo il libro "Il Profeta" di Khalil Gibran, influenzandone l'atmosfera generale dell'album. Nel corso del 1995, Above ha scalato la Billboard 200, raggiungendo la posizione numero 24 e prodotto due singoli: "River of Deceit" e "I Don't Know Anything". Il 14 giugno 1995 è stato certificato come Disco d'oro.

### Attività successive (1995-presente)
La band ha continuato a suonare durante la primavera del 1995 prima di andare in pausa in modo che i membri potessero tornare a lavorare con le loro band principali. Durante questo periodo la band pubblicò il video Live at the Moore, una performance live registrata al Moore Theater di Seattle il 29 aprile 1995. Inoltre, durante questo periodo la band ha registrato con una cover di "I Do not Wanna Be a Soldier mama" inserita nella compilation del 1995 "Working Class Hero: A Tribute to John Lennon".
Nel 1997, McCready, Saunders e Martin tentarono di far rivivere Mad Season, sebbene a questo punto la salute di Staley fosse peggiorata a causa della grave tossicodipendenza. Di conseguenza, ha rifiutato di partecipare al progetto ulteriormente, lasciando così i Mad Season senza un cantante. Con Staley ora fuori dal campo, la band reclutò nuovamente il cantante Mark Lanegan, che aveva già partecipato all'album Above (e alle esibizioni dal vivo) come cantante permanente.
Nel 2013 uscì il cofanetto contenente l'album Above rimasterizzato, Live at the Moore in DVD in audio surround e tre canzoni inedite cantate da Mark Lanegan che avrebbero dovuto far parte del secondo album, mai terminato a causa delle morti di Baker e Layne.
I Mad Season si sono nuovamente riuniti per un concerto speciale intitolato "Sonic Evolution" con l'Orchestra Sinfonica di Seattle il 30 gennaio 2015 alla Benaroya Hall di Seattle. A questo spettacolo, Chris Cornell si è esibito sostituendo Staley alla voce e Duff McKagan ha suonato il basso. Il concerto è stato registrato e successivamente pubblicato.
"Mad Season & The Seattle Symphony - Sonic Evolution/Benaroya Hall" è uscito il 28 agosto 2015.
Nel luglio 2015, Barrett Martin ha annunciato su Facebook che stava registrando del nuovo materiale con Mike McCready e Duff McKagan. I frutti della collaborazione hanno dato vita a un progetto chiamato The Levee Walkers, che ha pubblicato le canzoni "Freedom Song" e "Tears for the West" nel 2016 con il cantante Jaz Coleman e la canzone "All Things Fade Away" nel 2017 con il cantante Ayron Jones.

## Componenti
- Layne Staley - (Alice in Chains) - voce, chitarra (1994-1995)
- Mike McCready - (Pearl Jam) - chitarra (1994-1997, 2015)
- John Baker Saunders - (The Walkabouts) - basso (1994-1997)
- Barrett Martin - (Screaming Trees) - batteria (1994-1997, 2015)

Altri musicisti
- Mark Lanegan - (Screaming Trees) - voce in Long Gone Day, I'm Above e Slip Away (1995-1997)
- Skerik - sassofono in Long Gone Day e I Don't Want to Be a Soldier (1995)
- Chris Cornell - voce (2015)
- Duff McKagan - basso (2015)

## Discografia
- 1995 - Above

## Videografia
- 1995 - Live at the Moore
- 2015 - Mad Season & The Seattle Symphony - Sonic Evolution/Benaroya Hall